# Merlakia Jones
Merlakia Kenyatta Jones (Montgomery, 21 luglio 1973) è un'ex cestista statunitense, professionista nella WNBA.

## Carriera
È stata selezionata dalle Cleveland Rockers al secondo giro del Draft WNBA 1997 (13ª scelta assoluta).
Con gli Stati Uniti ha disputato le Universiadi di Fukuoka 1995.

## Palmarès
- All-WNBA First Team (2001)